# سیارک ۱۲۰۹
سیارک ۱۲۰۹ (به انگلیسی: 1209 Pumma، نامگذاری:1927HA) هزار و دویست و نهمین سیارک کشف شده‌است که در ۲۲ آوریل ۱۹۲۷ و در هایدلبرگ کشف شد.
قدر مطلق سیارک برابر ۱۰٫۶۰ است.